# The Tatami Galaxy
The Tatami Galaxy (四畳半神話大系, Yojōhan Shinwa Taikei) est un roman de Tomihiko Morimi, publié en décembre 2004 par Ohta Publishing au format tankōbon puis réédité en mars 2008 par Kadokawa Shoten au format bunko.
Le roman est adapté en série d'animation de 11 épisodes produite par le studio Madhouse et diffusée au Japon entre avril 2010 et juillet 2010 sur Fuji TV, dans la case-horaire noitaminA.

## Synopsis
(juillet 2022).
Le contenu est difficilement compréhensible vu les erreurs de traduction, qui sont peut-être dues à l'utilisation d'un logiciel de traduction automatique.
La série d'animation Tatami Galaxy dépeint les aventures d'un étudiant de troisième année à l'Université de Kyoto, qui explore des univers parallèles pour voir comment le choix de son club d’université en première année influe sur sa vie. 
La majorité des épisodes de la série suivent la même structure de base: étudiant en première année, le protagoniste rejoint un club dans son université mais finit désillusionné lorsque l'activité ne mène pas à l’idéal de vie étudiante dont il rêvait.  Il rencontre Ozu, un autre élève impliqué dans tous les clubs de l’université, qui va toujours finir par l’entraîner dans la mauvaise direction, quel que soit le club que le héros choisit. Celui-ci va a chaque fois se rapprocher d'Akashi, une étudiante en deuxième année d'ingénierie, et lui faire une promesse, généralement dans un contexte romantique.  Il rencontre alors une diseuse de bonne aventure, qui l'informe d'une "chance" qu'il aurait "juste sous les yeux". Il se souvient alors d'un porte-clés qu'Akashi a perdu et qu'il a retrouvé et laissé suspendu quelque part dans son appartement. Il oublie de le lui rendre et les choses tournent mal pour lui, il termine en se plaignant  de sa vie et se demande comment les choses auraient différées s'il avait rejoint un cercle différent.  Le temps se rembobine et l'épisode suivant montre le protagoniste une fois de plus en première année, rejoignant un cercle différent.

## Personnages
Personnage principal (私, Watashi)
voix japonaise : Shintarō Asanuma
Ozu (小津)
voix japonaise : Hiroyuki Yoshino
Akashi (明石)
voix japonaise : Maaya Sakamoto
Seitarō Higuchi (樋口 清太郎, Higuchi Seitarō)
voix japonaise : Keiji Fujiwara
Masaki Jōgasaki (城ヶ崎 マサキ, Jōgasaki Masaki)
voix japonaise : Junichi Suwabe
Ryōko Hanuki (羽貫 涼子, Hanuki Ryōko)
voix japonaise : Yuko Kaida
Kaori (香織)
voix japonaise : Mamiko Noto, Nobuyuki Hiyama
Aijima (相島)
voix japonaise : Setsuji Satō
Keiko Higuchi (樋口 景子, Higuchi Keiko)
Diseuse de fortune (老婆, Rōba)
voix japonaise : Ako Mayama
Patron du restaurant de ramen (猫ラーメン店主, Neko rāmen tenshu)
voix japonaise : Atsushi Miyauchi
Johnny (ジョニー, Jonī)
voix japonaise : Nobuyuki Hiyama

## Série d'animation
La série d'animation est produite par le studio Madhouse et réalisée par Masaaki Yuasa, sur un scénario adapté du roman par Yuasa et Makoto Ueda (ja). Le chara design est effectué par Yusuke Nakamura. La série est diffusée sur Fuji TV, dans la case-horaire noitaminA à partir du 22 avril 2010. Funimation Entertainment diffuse gratuitement, en streaming simultané, la série sur son site internet en sous-titrage anglais.

### Liste des épisodes
| No | Titre anglais                                 | Titre original                                                     | Date de 1re diffusion |
| -- | --------------------------------------------- | ------------------------------------------------------------------ | --------------------- |
| 1  | Tennis Circle "Cupid"                         | テニスサークル「キューピッド」 Tenisu Sākuru "Kyūpiddo"            | 22 avril 2010         |
| 2  | Film Circle "Misogi"                          | 映画サークル「みそぎ」 Eiga Sākuru "Misogi"                        | 29 avril 2010         |
| 3  | Cycling Association "Soleil"                  | サイクリング同好会「ソレイユ」 Saikuringu Dōkōkai "Soreiyu"        | 6 mai 2010            |
| 4  | Disciples Wanted                              | 弟子求ム Deshi Motomu                                              | 13 mai 2010           |
| 5  | Softball Circle "Honwaka"                     | ソフトボールサークル「ほんわか」 Sofutobōru Sākuru "Honwaka"       | 20 mai 2010           |
| 6  | English Conversation Circle "JoEnglish"       | 英会話サークル「ジョイングリッシュ」 Eikaiwa Sākuru "Joingurisshu" | 27 mai 2010           |
| 7  | Hero Show Association "Circle"                | サークル「ヒーローショー同好会」 Sākuru "Hiro Shō Dōkōkai"         | 3 juin 2010           |
| 8  | Reading Circle "SEA"                          | 読書サークル「SEA」 Dokusho Sākuru "SEA"                           | 10 juin 2010          |
| 9  | Secret Society "Lucky Cat Chinese Restaurant" | 秘密機関「福猫飯店」 Himitsu Kikan "Fukuneko Hanten"               | 17 juin 2010          |
| 10 | The 4½ Tatami Ideologue                       | 四畳半主義者 Yōjōhan Shugisha                                      | 24 juin 2010          |
| 11 | The End of the 4½ Tatami Age                  | 四畳半紀の終わり Yōjōhanki no Owari                                | 1er juillet 2010      |

## Génériques
- Opening :
  - Maigoinu to Ame no Beat d'Asian Kung-Fu Generation, paroles de Masafumi Gotō
- Ending :
  - Kami-sama no Iutōri (神様のいうとおり?) de Yoshinori Sunahara (composition et arrangement), Junji Iwatashi (paroles) et Etsuko Yakushimaru (voix)

## Distinctions
En 2010, la série animée obtient le Grand Prix du Japan Media Arts Festival dans la catégorie « animation ».